# Hirschmaniella zostericola
Hirschmaniella zostericola är en rundmaskart. Hirschmaniella zostericola ingår i släktet Hirschmaniella, och familjen Pratylenchidae. Arten är reproducerande i Sverige.